# Karol Ruprecht

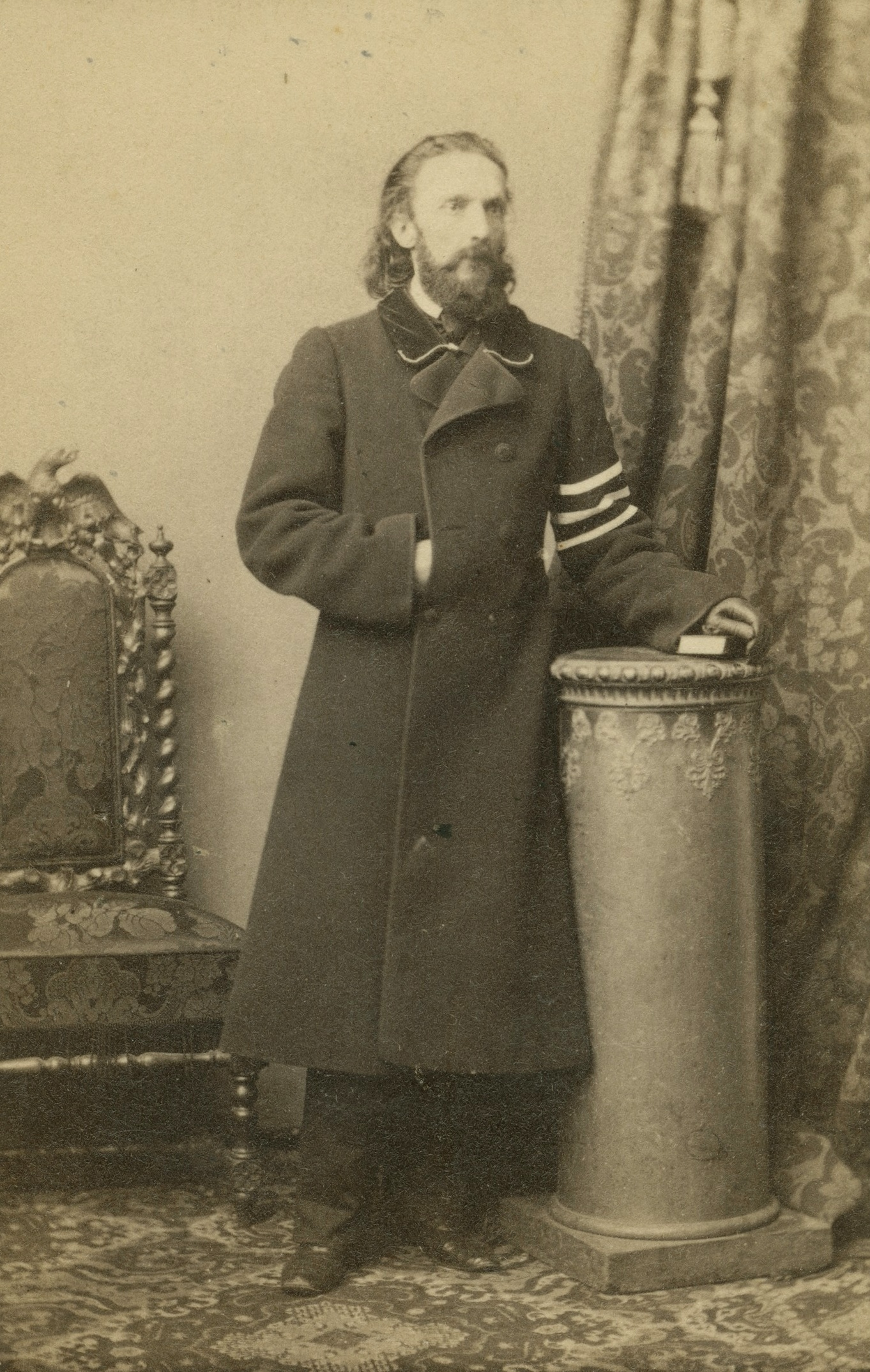
Karol Ruprecht

Karol Ruprecht (* 1821; † 1875) war ein polnischer Patriot und sozialer Fürsorger, einer der Gründer der „Weißen“ Partei. Seine Familie kam aus Schlesien, er war Mitglied der Evangelisch-Reformierten Kirche. 
Er war im von Russland verwalteten Teil Polens tätig. 1849 wurde er festgenommen und nach Sibirien verschleppt. Es gelang ihm aus der Verbannung heimzukehren. Nach der Rückkehr war er in der Redaktion von „Gazeta Warszawska“ tätig.
1858–1861 war er Mitglied der liberalen „Weißen“ Partei. Er war Befürworter der Organischen Arbeit und der Bestrebung um nationale Freiheiten mit politischen Methoden. Er betrachtete die Aufstände nur als äußersten Weg zur Freiheit. Er verfasste 1862 eine Broschüre: Kwestia socjalna wobec narodowej sprawy (Soziale Frage angesichts der Nationalen Sache), die als Programm der Partei anerkannt wurde. Während des Januaraufstandes 1863/1864 wurde er Mitglied der Nationalen Regierung und leitete den Finanzausschuss. Nach der Machtübernahme des Aufstandes durch die radikale „Rote“ Partei wanderte er nach Frankreich aus. 